# Clos Comte de Ferraris
Le clos Comte de Ferraris (en néerlandais : Graaf de Ferrarisgaarde) est une voie bruxelloise de la commune de Woluwe-Saint-Pierre en impasse qui débute avenue du Jeu de Paume sur une longueur totale de 110 mètres.